# 程仲昭
程仲昭（？—？），陝西省同州府韓城縣人，清朝政治人物、進士出身。
光緒十五年（1889年），参加光緒己丑科殿試，登進士二甲122名。同年五月，著交吏部掣签，分发各省以知县即用。